# Laing (mets)
Le laing  est une spécialité culinaire philippine à base de feuilles de taro râpées ou entières avec de la viande ou des fruits de mer cuits dans du lait de coco épais épicé avec du piment siling labuyo, de la citronnelle, de l'ail, de l'échalote, du gingembre et de la pâte de crevettes. Ce mets est originaire de la région de Bicol, où il est connu sous le nom de pinangat. Le laing est aussi un type de ginataan (nom générique des plats philippins cuits dans du lait de coco), et peut donc aussi être appelé ginataang laing. Le laing est généralement consommé comme plat d'accompagnement pour compléter la viande ou le poisson,  connu sous le nom de ulam en philippin, qui est normalement associé à du riz blanc bouilli.

## Description

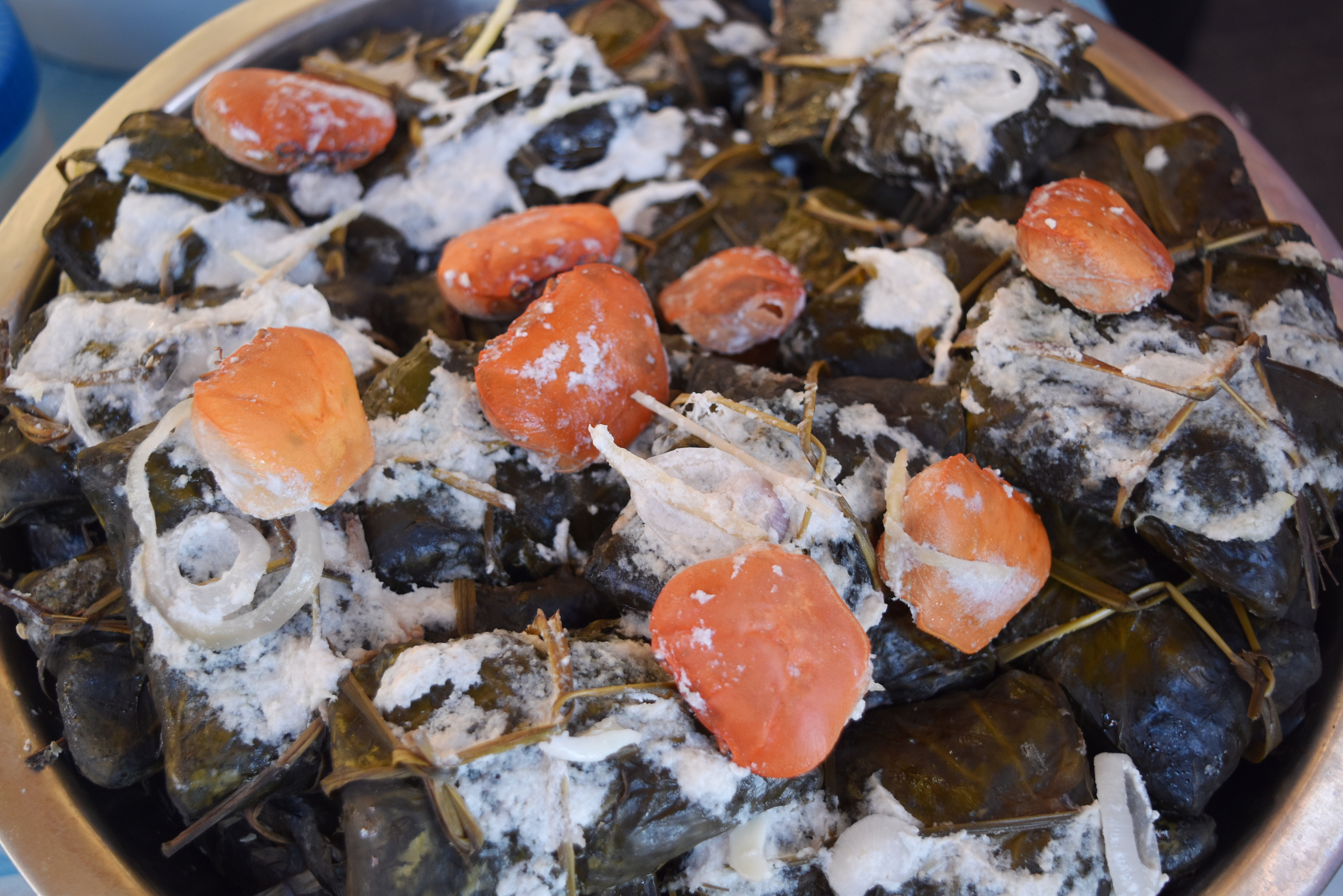
Inulukan, variante aux crabes de rivière (Varuna litterata) enveloppés dans des feuilles de taro entières et cuits dans du lait de coco.

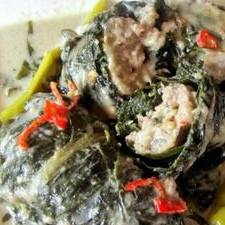
Tinumok, variante de laing préparée avec un mélange de crevettes et de flocons de poisson avec de la noix de coco râpée.

Le laing original de la région de Bicol n'utilise pas de feuilles de taro déchiquetées, mais plutôt une feuille de taro entière (natong en bicolano). Cette version est la plus communément appelée pinangat. Le mélange se compose généralement de cubes de porc, de crevettes ou de flocons de poisson précuits (ou les trois) avec du bagoong alamang (pâte de crevettes), du piment labuyo broyé, de l'ail, des échalotes, du gingembre et du kakang gata (crème de noix de coco). Il est enveloppé dans la feuille et attaché avec une nervure centrale ou une ficelle de feuille de noix de coco. Il est ensuite cuit à la vapeur dans du gata (lait de coco) avec un nœud de tanglad (citronnelle) jusqu'à ce que les sachets de feuilles soient tendres et que le lait de coco soit réduit en une sauce épaisse,.
Quant à la version du laing servie à Manille et ailleurs, elle est cuite de la même manière, mais avec les feuilles râpées. En général, il comprend également des tiges de feuilles hachées. Le laing se mange généralement avec du riz blanc, mais il peut aussi être mangé en sandwich dans du pain comme le pandesal ou utilisé comme farce pour d'autres plats. Il est aussi couramment consommé comme plat d'accompagnement de la viande,.
Les feuilles de taro destinées au laing doivent être préparées correctement, car elles contiennent des quantités des cristaux d'oxalate de calcium (raphides) qui peuvent parfois provoquer des irritations et des sensations de brûlure dans la bouche. Elles sont généralement lavées et cuites à fond pour éviter ces désagréments. Le séchage peut également réduire la quantité de cristaux,.